# Lemtorpskolen
Lemtorpskolen er en folkeskole i den østlige del af Lemvig i Vestjylland. Skolen har 0. til 9. klassetrin, typisk med 2-3 klasser på hvert trin, med mellem 13 til 27 elever i hver klasse. Skolen havde i 2011 420 elever. Skolens leder er Hanne Odgaard.